# وزارة تكنولوجيات الاتصال (تونس)
وزارة الاتصال هي وزارة تونسية تأسست في 31 مايو 1956، وتم حلها في 15 يناير 2011 إثر الثورة التونسية. كانت تهتم وتشرف على قطاع الإعلام.
تأسست لأول مرة في 31 مايو 1956 تحت اسم كتابة الدولة للأخبار، ثم أصبحت وزارة الأخبار ثم وزارة الإعلام، قبل أن تستقر على اسم وزارة الاتصال.

## التاريخ
تأسست الوزارة تحت اسم كتابة الدولة للأخبار  بمقتضى الأمر العلي المؤرخ في 20 شوال 1375 (31 مايو 1956)، وكان أول من أشرف عليها البشير بن يحمد.

حتى سنة 30 ديسمبر 1958 كانت يشرف عليها كاتب دولة، قبل أن تصبح وزارة الأخبار والإرشاد في هذا التاريخ، وذلك حتى 1969، أين عين عليها كاتب دولة لمدة أشهر، وعادت كوزارة بين 1970 و1973. يذكر أنه طيلة هذه المدة كان يجمع بين وزارة الأخبار ووزارة الثقافة.

بين 1973 و1978، أشرف عليها ثانية عدة كتاب دولة، قبل أن ترجع باسم وزارة الإعلام في سبتمبر 1978، وبقيت كذلك حتى 1991، وجمعت في بعض الأوقات بين وزارتي الإعلام والثقافة.

بين 1991 و1999، أشرف عليها مرة أخرى كاتب دولة. أخيرا، بين 1999 و2011 أصبحت تسمى وزارة الاتصال.

بعد الثورة التونسية في 2011، حذفت وزارة الاتصال في 15 يناير وذلك لسوء صيتها وسمعتها في مراقبة الصحافة والإعلام والتضييق عليهما.

## القائمة

### الوزراء
| الوزير        | الوزير                                                                                             | الحزب         | الحزب                                               | الحكومة                                                      | تواريخ العهدة  | تواريخ العهدة  |
| وزارة الأخبار | وزارة الأخبار                                                                                      | وزارة الأخبار | وزارة الأخبار                                       | وزارة الأخبار                                                | وزارة الأخبار  | وزارة الأخبار  |
| ------------- | -------------------------------------------------------------------------------------------------- | ------------- | --------------------------------------------------- | ------------------------------------------------------------ | -------------- | -------------- |
|               | مصطفى الفيلالي                                                                                     |               | الحزب الحر الدستوري الجديد                          | حكومة الحبيب بورقيبة الثانية                                 | 29 سبتمبر 1957 | 30 ديسمبر 1958 |
|               | محمد المصمودي (الأخبار والإرشاد)                                                                   |               | الحزب الحر الدستوري الجديد                          | حكومة الحبيب بورقيبة الثانية                                 | 30 ديسمبر 1958 | 7 أكتوبر 1961  |
|               | الشاذلي القليبي (الشؤون الثقافية والأخبار)                                                         |               | الحزب الحر الدستوري الجديد الحزب الاشتراكي الدستوري | حكومة الحبيب بورقيبة الثانية                                 | 7 أكتوبر 1961  | 12 نوفمبر 1964 |
|               | عبد المجيد شاكر                                                                                    |               | الحزب الاشتراكي الدستوري                            | حكومة الحبيب بورقيبة الثانية                                 | 12 نوفمبر 1964 | 5 سبتمبر 1966  |
|               | الشاذلي القليبي (الشؤون الثقافية والأخبار)                                                         |               | الحزب الاشتراكي الدستوري                            | حكومة الحبيب بورقيبة الثانية                                 | 5 سبتمبر 1966  | 7 نوفمبر 1969  |
|               | الحبيب بولعراس (الشؤون الثقافية والأخبار)                                                          |               | الحزب الاشتراكي الدستوري                            | حكومة الباهي الأدغم                                          | 12 يونيو 1970  | 24 يونيو 1971  |
|               | الشاذلي القليبي (الشؤون الثقافية والأخبار)                                                         |               | الحزب الاشتراكي الدستوري                            | حكومة الباهي الأدغم حكومة الهادي نويرة                       | 12 يونيو 1970  | 4 سبتمبر 1973  |
| وزارة الإعلام | |               |                                                     |                                                              |                |                |
|               | الشاذلي القليبي                                                                                    |               | الحزب الاشتراكي الدستوري                            | حكومة الهادي نويرة                                           | 20 سبتمبر 1978 | 7 نوفمبر 1979  |
|               | فؤاد المبزع (الإعلام والشؤون الثقافية)                                                             |               | الحزب الاشتراكي الدستوري                            | حكومة الهادي نويرة حكومة محمد مزالي                          | 7 نوفمبر 1979  | 3 ديسمبر 1980  |
|               | الطاهر بلخوجة                                                                                      |               | الحزب الاشتراكي الدستوري                            | حكومة محمد مزالي                                             | 3 ديسمبر 1980  | 18 يونيو 1983  |
|               | عبد الرزاق الكافي                                                                                  |               | الحزب الاشتراكي الدستوري                            | حكومة محمد مزالي حكومة رشيد صفر                              | 18 يونيو 1983  | 11 سبتمبر 1987 |
|               | عبد الوهاب عبد الله                                                                                |               | الحزب الاشتراكي الدستوري التجمع الدستوري الديمقراطي | حكومة رشيد صفر حكومة زين العابدين بن علي حكومة الهادي البكوش | 11 سبتمبر 1987 | 27 يوليو 1988  |
|               | عبد الملك العريف                                                                                   |               | التجمع الدستوري الديمقراطي                          | حكومة الهادي البكوش                                          | 27 يوليو 1988  | 11 أبريل 1989  |
|               | الحبيب بولعراس (الثقافة والإعلام)                                                                  |               | التجمع الدستوري الديمقراطي                          | حكومة الهادي البكوش حكومة حامد القروي                        | 11 أبريل 1989  | 3 مارس 1990    |
|               | أحمد خالد (الثقافة والإعلام)                                                                       |               | التجمع الدستوري الديمقراطي                          | حكومة حامد القروي                                            | 3 مارس 1990    | 20 فبراير 1991 |
| وزارة الاتصال | |               |                                                     |                                                              |                |                |
|               | الدالي الجازي (وزير معتمد لدى الوزير الأول مكلف بحقوق الإنسان والاتصال والعلاقة مع مجلس النواب)    |               | التجمع الدستوري الديمقراطي                          | حكومة محمد الغنوشي الأولى                                    | 17 نوفمبر 1999 | 5 أبريل 2000   |
|               | عفيف الهنداوي (وزير معتمد لدى الوزير الأول مكلف بحقوق الإنسان والاتصال والعلاقة مع مجلس النواب)    |               | التجمع الدستوري الديمقراطي                          | حكومة محمد الغنوشي الأولى                                    | 5 أبريل 2000   | 19 فبراير 2001 |
|               | صلاح الدين معاوي (وزير معتمد لدى الوزير الأول مكلف بحقوق الإنسان والاتصال والعلاقة مع مجلس النواب) |               | التجمع الدستوري الديمقراطي                          | حكومة محمد الغنوشي الأولى                                    | 19 فبراير 2001 | 14 مايو 2002   |
|               | فتحي الهويدي (وزير معتمد لدى الوزير الأول مكلف بحقوق الإنسان والاتصال والعلاقة مع مجلس النواب)     |               | التجمع الدستوري الديمقراطي                          | حكومة محمد الغنوشي الأولى                                    | 14 مايو 2002   | 17 أغسطس 2005  |
|               | رافع دخيل (الاتصال والعلاقة مع البرلمان)                                                           |               | التجمع الدستوري الديمقراطي                          | حكومة محمد الغنوشي الأولى                                    | 17 أغسطس 2005  | 10 أكتوبر 2009 |
|               | أسامة الرمضاني (مؤقتا، الاتصال والعلاقة مع البرلمان)                                               |               | التجمع الدستوري الديمقراطي                          | حكومة محمد الغنوشي الأولى                                    | 10 أكتوبر 2009 | 14 يناير 2010  |
|               | أسامة الرمضاني                                                                                     |               | التجمع الدستوري الديمقراطي                          | حكومة محمد الغنوشي الأولى                                    | 14 يناير 2010  | 29 ديسمبر 2010 |
|               | سمير العبيدي                                                                                       |               | التجمع الدستوري الديمقراطي                          | حكومة محمد الغنوشي الأولى                                    | 29 ديسمبر 2010 | 17 يناير 2011  |

### كتاب الدولة
- 15 أبريل 1956 - 17 أغسطس 1957: البشير بن يحمد (وكيل دولة للأخبار)
- 20 سبتمبر - 29 سبتمبر 1957: عبد الله فرحات (مؤقت)
- 7 نوفمبر 1969 - 12 يونيو 1970: محمد الصياح (الأخبار)
- 4 سبتمبر 1973 - 7 مارس 1974: صلاح الدين عبد الله (لدى الوزير الأول مكلف بالأخبار)
- 7 مارس 1974 - 25 سبتمبر 1974: محمود المعموري (لدى الوزير الأول مكلف بالأخبار)
- 25 سبتمبر 1974 - 20 سبتمبر 1978: مصطفى المصمودي (لدى الوزير الأول مكلف بالإعلام)
- 3 مارس 1990 - 20 فبراير 1991: الهادي القريوي (لدى وزير الثقافة والإعلام مكلف بالإعلام)
- 20 فبراير 1991 - 28 أغسطس 1991: الهادي القريوي (لدى الوزير الأول مكلف بالإعلام)
- 28 أغسطس 1991 - 17 نوفمبر 1999: فتحي الهويدي (لدى الوزير الأول مكلف بالإعلام)

## مقالات ذات صلة
- الإعلام في تونس